# Howard Brofsky
Howard Brofsky (* 2. Mai 1927 in Brooklyn; † 17. Oktober 2013 ebenda) war ein US-amerikanischer Jazzmusiker (Kornett, Trompete, Mellophon), Autor und Hochschullehrer.

## Leben und Wirken
Howard Brofsky studierte Trompete bei Nat Prager, kurz bei Frankie Newton und Komposition bei Nadia Boulanger in Paris. Er erwarb den Master und promovierte an der New York University über italienische Musik des 18. Jahrhunderts. Brofsky lehrte am Queens College; außerdem unterrichtete er an der University of Chicago, der University of British Columbia, Boston University und der Universität Oslo. Mit einem Fulbright-Stipendium studierte und unterrichtete er 1953 in Frankreich und 1972 in Italien. 1955 entstanden erste Aufnahmen in Paris mit George Johnson and his Orchestra. Er ist Co-Autor des Lehrbuchs The Art of Listening: Developing Musical Perception und schrieb Artikel über italienische Musik und Jazz, u. a. für das Grove Dictionary of Music and Musicians und die American National Biography. Am Queens College richtete Brofksy ein Jazz-Master-Programm ein, für das er Jazzmusiker wie Jimmy Heath, Donald Byrd und Roland Hanna in das Institut holte. Brofsky wirkte ferner an der Einrichtung des Louis Armstrong House and Archives mit.
Als Musiker trat Brofsky wieder ab 1974 mit eigenen Formationen und in den Bandprojekten seines Freundes, des Malers Larry Rivers auf, wie der East Thirteenth Street Band (Aufnahmen 1985) und der Climax Band. Unter eigenem Namen legte er 2000 das Album 73 Down: Dr. Bebop vor, das Aufnahmen u. a. mit Michael Formanek, Larry Willis, Eliot Zigmund und Attila Zoller enthält. Außerdem trat er mit Dexter Gordon, Jimmy Heath und David Amram auf. Zu seinem Geburtstag spielte er jährlich im Vermont Jazz Center, bei dem er u. a. mit Antonio Hart, Charles McPherson, Jimmy Heath, Jeb Patton, David Berkman und David Wong auftrat. 1992 zog er mit seiner Familie nach Vermont, wo er als Vorsitzender des Vermont Jazz Center tätig war, bevor er zwanzig Jahre später wieder nach Brooklyn zurückkehrte. Dort trat er noch regelmäßig im Club DUMBO in der Jay Street auf. Im Bereich des Jazz war er zwischen 1985 und 2000 an sechs Aufnahmesessions beteiligt.

## Publikationen (Auswahl)
- Howard Brofsky, Jeanne Bamberger: The Art of Listening: Developing Musical Perception. Harper and Row, 1969
- Jan Larue and Howard Brofsky, "Parisian Brass Players, 1751-1793," Brass Quarterly 3:4 (Summer 1960), 133–140